# Eccymatoge iopolia
Eccymatoge iopolia är en fjärilsart som beskrevs av Turner 1926. Eccymatoge iopolia ingår i släktet Eccymatoge och familjen mätare. Inga underarter finns listade i Catalogue of Life.